# Metón (csillagász)
Metón (i. e. 5. század) görög csillagász.
Leukonoé attikai démoszból származott, orvos és csillagász volt. Az athéni Pnüx falánál egy héliotropiont állított fel, amelynek segítségével a téli és a nyári napfordulókat figyelte meg, s ezeket az oszlopokon feljegyezte. Ő volt a megszerkesztője az úgynevezett „Metónosz eniautosz"-nak (Metón-ciklus), amely 19 évből (7 szökőhónappal), összesen 235 hónapból, 6940 napból álló időtartam volt, amelyet Metón az i. e. 432. év július 16-ával kezdett. 125 teli (30 napos) hó váltakozott benne 110 hiányos (29 napos) hóval. Évszámítását Athénben csak későn (i. e. 406-ban) fogadták el hivatalosan (ad Graecas calendas), emiatt más görög államokban való alkalmazásáról semmit sem tudunk. Munkái nem maradtak fenn.